# Raión de Ústiuzhna
El raión de Ústiuzhna (ruso: Устюже́нский райо́н) es un distrito administrativo (raión) ruso perteneciente a la óblast de Vólogda. Se ubica en el suroeste de la óblast. Su capital es Ústiuzhna.
En 2023, el raión tenía una población de 15 333 habitantes. Su territorio es limítrofe al suroeste con la óblast de Nóvgorod y al sureste con la óblast de Tver.

## Subdivisiones
Comprende la ciudad de Ústiuzhna y 216 localidades rurales. La mitad de la población del raión vive en la capital distrital, mientras que solamente dos de las localidades rurales superan los quinientos habitantes. Debido a esta concentración urbana, desde 2022 el autogobierno local del raión toma la forma jurídica de ókrug municipal, de forma que un solo ayuntamiento con sede en Ústiuzhna ejerce su jurisdicción sobre todo el raión.
Antes de 2022, el raión se dividía en ocho ayuntamientos. La ciudad de Ústiuzhna tenía su propio ayuntamiento urbano sin pedanías, y era al mismo tiempo la sede del asentamiento rural homónimo, formado por las localidades rurales del entorno de la ciudad. Los otros seis ayuntamientos eran los asentamientos rurales de las zonas periféricas del raión: Posiólok ímeni Zheliábova, Zalesye (con sede en Maloye Vosnoye), Léntyevo, Mezgá (con sede en Dolotskoye), Nikíforovo (con sede en Danílovskoye) y Nikola.